# Besta deild karla
Besta deild karla je nejvyšší fotbalová ligová soutěž na Islandu. Liga byla oficiálně založena v roce 1912. Do 24. února 2022 nesla jméno Úrvalsdeild (islandsky Úrvalsdeild karla í knattspyrnu, 1. liga mužů ve fotbale).

## Nejlepší kluby v historii – podle počtu titulů
| Vítězové nejvyšší ligové soutěže |        | |
| Klub                             | Tituly | Vítězné ročníky |
| KR Reykjavík                     | 27     | 1912, 1919, 1926, 1927, 1928, 1929, 1931, 1932, 1934, 1941, 1948, 1949, 1950, 1952, 1955, 1959, 1961, 1963, 1965, 1968, 1999, 2000, 2002, 2003, 2011, 2013, 2019 |
| Valur                            | 23     | 1930, 1933, 1935, 1936, 1937, 1938, 1940, 1942, 1943, 1944, 1945, 1956, 1966, 1967, 1976, 1978, 1980, 1985, 1987, 2007, 2017, 2018, 2020                         |
| Fram Reykjavík                   | 18     | 1913, 1914, 1915, 1916, 1917, 1918, 1921, 1922, 1923, 1925, 1939, 1946, 1947, 1962, 1972, 1986, 1988, 1990                                                       |
| ÍA Akranes                       | 18     | 1951, 1953, 1954, 1957, 1958, 1960, 1970, 1974, 1975, 1977, 1983, 1984, 1992, 1993, 1994, 1995, 1996, 2001                                                       |
| FH Hafnarfjörður                 | 8      | 2004, 2005, 2006, 2008, 2009, 2012, 2015, 2016 |
| Víkingur Reykjavík               | 7      | 1920, 1924, 1981, 1982, 1991, 2021, 2023 |
| Keflavík ÍF                      | 4      | 1964, 1969, 1971, 1973 |
| ÍBV Vestmannaeyjar               | 3      | 1979, 1997, 1998 |
| Breiðablik UBK                   | 3      | 2010, 2022, 2024, |
| KA Akureyri                      | 1      | 1989 |
| Stjarnan                         | 1      | 2014 |

## Vítězové jednotlivých ročníků
- Vysvětlivky: číslo v závorce znamená počet získaných titulů klubu k dané sezoně, žlutá hvězda značí deset získaných titulů.

| Úrvalsdeild Karla (1912 – ) |                        |                    |                              |
| Ročník                      | Mistr                  | 2. místo           | 3. místo                     |
| 1912                        | KR Reykjavík (1)       | Fram Reykjavík     | ÍBV Vestmannaeyjar           |
| 1913                        | Fram Reykjavík (1)     |                    |                              |
| 1914                        | Fram Reykjavík (2)     |                    |                              |
| 1915                        | Fram Reykjavík (3)     | KR Reykjavík       | Valur                        |
| 1916                        | Fram Reykjavík (4)     | KR Reykjavík       | Valur                        |
| 1917                        | Fram Reykjavík (5)     | KR Reykjavík       | Valur                        |
| 1918                        | Fram Reykjavík (6)     | Víkingur Reykjavík | Valur                        |
| 1919                        | KR Reykjavík (2)       | Fram Reykjavík     | Víkingur Reykjavík           |
| 1920                        | Víkingur Reykjavík (1) | KR Reykjavík       | Fram Reykjavík               |
| 1921                        | Fram Reykjavík (7)     | Víkingur Reykjavík | KR Reykjavík                 |
| 1922                        | Fram Reykjavík (8)     | Víkingur Reykjavík | KR Reykjavík                 |
| 1923                        | Fram Reykjavík (9)     | KR Reykjavík       | Valur                        |
| 1924                        | Víkingur Reykjavík (2) | Fram Reykjavík     | KR Reykjavík                 |
| 1925                        | Fram Reykjavík (10)    | Víkingur Reykjavík | KR Reykjavík                 |
| 1926                        | KR Reykjavík (3)       | Fram Reykjavík     | Víkingur Reykjavík           |
| 1927                        | KR Reykjavík (4)       | Valur              | Víkingur Reykjavík           |
| 1928                        | KR Reykjavík (5)       | Valur              | Fram Reykjavík               |
| 1929                        | KR Reykjavík (6)       | Valur              |                              |
| 1930                        | Valur (1)              | KR Reykjavík       | ÍBV Vestmannaeyjar           |
| 1931                        | KR Reykjavík (7)       | Valur              | Víkingur Reykjavík           |
| 1932                        | KR Reykjavík (8)       | Valur              | ÍBV Vestmannaeyjar           |
| 1933                        | Valur (2)              | KR Reykjavík       | Fram Reykjavík               |
| 1934                        | KR Reykjavík (9)       | Valur              | Fram Reykjavík               |
| 1935                        | Valur (3)              | KR Reykjavík       | Fram Reykjavík               |
| 1936                        | Valur (4)              | KR Reykjavík       | Fram Reykjavík               |
| 1937                        | Valur (5)              | KR Reykjavík       | Fram Reykjavík               |
| 1938                        | Valur (6)              | Víkingur Reykjavík | Fram Reykjavík               |
| 1939                        | Fram Reykjavík (11)    | KR Reykjavík       | Víkingur Reykjavík           |
| 1940                        | Valur (7)              | Víkingur Reykjavík | KR Reykjavík                 |
| 1941                        | KR Reykjavík (10)      | Valur              | Víkingur Reykjavík           |
| 1942                        | Valur (8)              | Fram Reykjavík     | KR Reykjavík                 |
| 1943                        | Valur (9)              | KR Reykjavík       | Fram Reykjavík               |
| 1944                        | Valur (10)             | KR Reykjavík       | Víkingur Reykjavík           |
| 1945                        | Valur (11)             | KR Reykjavík       | Fram Reykjavík               |
| 1946                        | Fram Reykjavík (12)    | KR Reykjavík       | Valur                        |
| 1947                        | Fram Reykjavík (13)    | Valur              | KR Reykjavík                 |
| 1948                        | KR Reykjavík (11)      | Víkingur Reykjavík | Valur                        |
| 1949                        | KR Reykjavík (12)      | Fram Reykjavík     | Valur                        |
| 1950                        | KR Reykjavík (13)      | Fram Reykjavík     | ÍA Akranes                   |
| 1951                        | ÍA Akranes (1)         | Valur              | KR Reykjavík                 |
| 1952                        | KR Reykjavík (14)      | ÍA Akranes         | Fram Reykjavík               |
| 1953                        | ÍA Akranes (2)         | Valur              |                              |
| 1954                        | ÍA Akranes (3)         | KR Reykjavík       | Fram Reykjavík               |
| 1955                        | KR Reykjavík (15)      | ÍA Akranes         | Valur                        |
| 1956                        | Valur (12)             | KR Reykjavík       | ÍA Akranes                   |
| 1957                        | ÍA Akranes (4)         | Fram Reykjavík     | Valur                        |
| 1958                        | ÍA Akranes (5)         | KR Reykjavík       | Valur                        |
| 1959                        | KR Reykjavík (16)      | ÍA Akranes         | Valur                        |
| 1960                        | ÍA Akranes (6)         | KR Reykjavík       | Fram Reykjavík               |
| 1961                        | KR Reykjavík (17)      | ÍA Akranes         | Valur                        |
| 1962                        | Fram Reykjavík (14)    | Valur              | ÍA Akranes                   |
| 1963                        | KR Reykjavík (18)      | ÍA Akranes         | Valur                        |
| 1964                        | Keflavík ÍF (1)        | ÍA Akranes         | KR Reykjavík                 |
| 1965                        | KR Reykjavík (19)      | ÍA Akranes         | Keflavík ÍF                  |
| 1966                        | Valur (13)             | Keflavík ÍF        | KA Akureyri                  |
| 1967                        | Valur (14)             | Fram Reykjavík     | KA Akureyri                  |
| 1968                        | KR Reykjavík (20)      | Fram Reykjavík     | KA Akureyri                  |
| 1969                        | Keflavík ÍF (2)        | ÍA Akranes         | KR Reykjavík                 |
| 1970                        | ÍA Akranes (7)         | Fram Reykjavík     | Keflavík ÍF                  |
| 1971                        | Keflavík ÍF (3)        | ÍBV Vestmannaeyjar | Fram Reykjavík               |
| 1972                        | Fram Reykjavík (15)    | ÍBV Vestmannaeyjar | Keflavík ÍF                  |
| 1973                        | Keflavík ÍF (4)        | Valur              | ÍBV Vestmannaeyjar           |
| 1974                        | ÍA Akranes (8)         | Keflavík ÍF        | Valur                        |
| 1975                        | ÍA Akranes (9)         | Fram Reykjavík     | Valur                        |
| 1976                        | Valur (15)             | Fram Reykjavík     | ÍA Akranes                   |
| 1977                        | ÍA Akranes (10)        | Valur              | ÍBV Vestmannaeyjar           |
| 1978                        | Valur (16)             | ÍA Akranes         | Keflavík ÍF                  |
| 1979                        | ÍBV Vestmannaeyjar (1) | ÍA Akranes         | Valur                        |
| 1980                        | Valur (17)             | Fram Reykjavík     | ÍA Akranes                   |
| 1981                        | Víkingur Reykjavík (3) | Fram Reykjavík     | ÍA Akranes                   |
| 1982                        | Víkingur Reykjavík (4) | ÍBV Vestmannaeyjar | KR Reykjavík                 |
| 1983                        | ÍA Akranes (11)        | KR Reykjavík       | Breiðablik UBK               |
| 1984                        | ÍA Akranes (12)        | Valur              | Keflavík ÍF                  |
| 1985                        | Valur (18)             | ÍA Akranes         | Thór Akureyri                |
| 1986                        | Fram Reykjavík (16)    | Valur              | ÍA Akranes                   |
| 1987                        | Valur (19)             | Fram Reykjavík     | ÍA Akranes                   |
| 1988                        | Fram Reykjavík (17)    | Valur              | ÍA Akranes                   |
| 1989                        | KA Akureyri (1)        | FH Hafnarfjörður   | Fram Reykjavík               |
| 1990                        | Fram Reykjavík (18)    | KR Reykjavík       | ÍBV Vestmannaeyjar           |
| 1991                        | Víkingur Reykjavík (5) | Fram Reykjavík     | KR Reykjavík                 |
| 1992                        | ÍA Akranes (13)        | KR Reykjavík       | Thór Akureyri                |
| 1993                        | ÍA Akranes (14)        | FH Hafnarfjörður   | Keflavík ÍF                  |
| 1994                        | ÍA Akranes (15)        | FH Hafnarfjörður   | Keflavík ÍF                  |
| 1995                        | ÍA Akranes (16)        | KR Reykjavík       | ÍBV Vestmannaeyjar           |
| 1996                        | ÍA Akranes (17)        | KR Reykjavík       | Leiftur Ólafsfjörður         |
| 1997                        | ÍBV Vestmannaeyjar (2) | ÍA Akranes         | Leiftur Ólafsfjörður         |
| 1998                        | ÍBV Vestmannaeyjar (3) | KR Reykjavík       | ÍA Akranes                   |
| 1999                        | KR Reykjavík (21)      | ÍBV Vestmannaeyjar | Leiftur Ólafsfjörður         |
| 2000                        | KR Reykjavík (22)      | Fylkir             | UMF Grindavíkur              |
| 2001                        | ÍA Akranes (18)        | ÍBV Vestmannaeyjar | FH Hafnarfjörður             |
| 2002                        | KR Reykjavík (23)      | Fylkir             | UMF Grindavíkur              |
| 2003                        | KR Reykjavík (24)      | FH Hafnarfjörður   | ÍA Akranes                   |
| 2004                        | FH Hafnarfjörður (1)   | ÍBV Vestmannaeyjar | ÍA Akranes                   |
| 2005                        | FH Hafnarfjörður (2)   | Valur              | ÍA Akranes                   |
| 2006                        | FH Hafnarfjörður (3)   | KR Reykjavík       | Valur                        |
| 2007                        | Valur (20)             | FH Hafnarfjörður   | ÍA Akranes                   |
| 2008                        | FH Hafnarfjörður (4)   | Keflavík ÍF        | Fram Reykjavík               |
| 2009                        | FH Hafnarfjörður (5)   | KR Reykjavík       | Fylkir                       |
| 2010                        | Breiðablik UBK (1)     | FH Hafnarfjörður   | ÍBV Vestmannaeyjar           |
| 2011                        | KR Reykjavík (25)      | FH Hafnarfjörður   | ÍBV Vestmannaeyjar           |
| 2012                        | FH Hafnarfjörður (6)   | Breiðablik UBK     | ÍBV Vestmannaeyjar           |
| 2013                        | KR Reykjavík (26)      | FH Hafnarfjörður   | Stjarnan                     |
| 2014                        | Stjarnan (1)           | FH Hafnarfjörður   | KR Reykjavík                 |
| 2015                        | FH Hafnarfjörður (7)   | Breiðablik UBK     | KR Reykjavík                 |
| 2016                        | FH Hafnarfjörður (8)   | Stjarnan           | KR Reykjavík                 |
| 2017                        | Valur (21)             | Stjarnan           | FH Hafnarfjörður             |
| 2018                        | Valur (22)             | Breiðablik UBK     | Stjarnan                     |
| 2019                        | KR Reykjavík (27)      | Breiðablik UBK     | FH Hafnarfjörður             |
| 2020                        | Valur (23)             | FH Hafnarfjörður   | Stjarnan                     |
| 2021                        | Víkingur Reykjavík (6) | Breiðablik UBK     | Knattspyrnufélag Reykjavíkur |
| 2022                        | Breiðablik UBK (2)     | KA Akureyri        | Víkingur Reykjavík           |
| 2023                        | Víkingur Reykjavík (7) | Valur              | Breiðablik Kópavogur         |
| 2024                        | Breiðablik UBK (3)     | Víkingur Reykjavík | Valur                        |

## Zajímavosti

### Úrvalsdeild 1913
V sezoně 1913 byl jediným přihlášeným týmem Fram, kterému byl dán titul.

### Úrvalsdeild 1914
V sezoně 1914 byl jediným přihlášeným týmem Fram, kterému byl dán titul.